# Dusyno
Dusyno, česky také Dusiny (ukrajinsky Дусино, maďarsky Zajgó) je obec ve Svaljavské městské komunitě. Leží v okrese Mukačevo Zakarpatské oblasti Ukrajiny. V roce 2025 zde žilo 1 672 obyvatel; v celé obci žilo 5008 obyvatel.

## Části obce
- Dusyno
- Lopušanka
- Rosoš
- Plavja

## Historie
Do uzavření Trianonské smlouvy byla obec součástí Uherska, poté součástí první československé republiky. Od roku 1945 byla obec součástí Ukrajinské sovětské socialistické republiky, která byla součástí SSSR. Od roku 1991 je obec součástí nezávislé Ukrajiny.

## Zajímavost
Území obce se od pradávna nazývá "údolím smrti". Oblast získala toto jméno, protože půda v této oblasti byla neúrodná a lidé umírali na chudobu a nemoci.